# Aclastus
Aclastus is een geslacht van insecten uit de orde vliesvleugeligen (Hymenoptera) en de familie Ichneumonidae.

## Soorten
- A. alacris (Rossem, 1990)
- A. borealis (Boheman, 1866)
- A. etorofuensis (Uchida, 1936)
- A. eugracilis Horstmann, 1980
- A. flagellatus (Davis, 1897)
- A. flavipes Horstmann, 1980
- A. glabriventris Horstmann, 1993
- A. gracilis (Thomson, 1884)
- A. karlukensis (Ashmead, 1902)
- A. longicauda Horstmann, 1980
- A. macrops Graham, 1988
- A. micator (Gravenhorst, 1807)
- A. minutus (Bridgman, 1886)
- A. nigritus (Ashmead, 1899)
- A. pilosus Horstmann, 1980
- A. rufipes Ashmead, 1902
- A. solitudinum Roman, 1924
- A. solutus (Thomson, 1884)
- A. transversalis Horstmann, 1980